# Jühnde
Jühnde est une commune dans le sud de Basse-Saxe dans l'arrondissement de Göttingen. La commune est constituée de deux villes : Jühnde et Barlissen (depuis 1973).

## Personnalités liées à la ville
- Hermann Muhs (1894-1962), homme politique né à Barlissen.